# Кефчіян Фелікс Артаваздович
Фелікс Артаваздович Кефчіян (рос. Феликс Артаваздович Кефчиян; 12 липня 1938, Москва, Російська РФСР — 29 лютого 2008, Москва, Росія) — радянський і російський кіно- та телеоператор вірменського походження.

## Біографія
Народився в сім'ї актора Артавазда Кефчіяна. Закінчив операторський факультет ВДІК.
Стояв біля витоків радянського телебачення. Керував початком кольорового мовлення на Центральному телебаченні СРСР.
Працював на ТО «Екран». Зняв понад 20-ти художніх фільмів.
Останні 15 років життя був деканом кінотелеоператорского факультету «Гуманітарного інституту телебачення і радіомовлення ім. М. А. Литовчіна».
Похований на 5-ій дільниці Вірменського кладовища у Москві поруч з батьком.

## Операторські роботи
- 1970 «Трапеція»
- 1972 «Незвичайний концерт» (телеверсія)
- 1973 «Справа була, так!?.»
- 1977 «Майже смішна історія»
- 1978 «Стратегія ризику»
- 1979 «Інспектор Гулл»
- 1980 «Приватна особа»
- 1981 «Небезпечний вік»
- 1981 «Буйний Терек»
- 1983 «Ранній, ранній ранок...»
- 1985 «Подружка моя»
- 1985 «Чоловічі тривоги»
- 1986 «Земля мого дитинства»
- 1988 «Прости нас, саде...»
- 1988 «Острів іржавого генерала»
- 1989 «Любов з привілеями»
- 1990 «Далеко-далеко»
- 1992 «Дрібниці життя»
- 1997 «Брегет» (фільм-спектакль)
- 1998 «Максиміліан»
- та інші...